# Дикі кішки
«Дикі кішки» (англ. Wildcats) — спортивна кінокомедія з Голді Гоун, Джеймсом Кічем і Свузі Керц у головних ролях.

## Сюжет
Донька славетного футбольного тренера кидає роботу у престижній школі, щоб почати тренувати футбольну команду Чикаго. У новій школі вона стикається з гендерними та расовими упередженнями. У той же час вона веде боротьбу зі своїм колишнім чоловіком за право опіки над своїми двома доньками. Ще одним випробуванням у житті головної героїні стає міський чемпіонат з футболу.

## У ролях
| Актор            | Роль           |
| ---------------- | -------------- |
| Голді Гоун       | Моллі Мак-Грет |
| Джеймс Кіч       | Френк Нідгем   |
| Свузі Керц       | Верна Мак-Грет |
| Брюс Макгілл     | Ден Дарвелл    |
| LL Cool J        | репер          |
| Джен Гукс        | Стефані Нідгем |
| Робін Лайвлі     | Еліс Нідгем    |
| Вуді Гаррельсон  | Крушинскі      |
| Веслі Снайпс     | Трумейн        |
| Майкл Еммет Волш | Волт Коус      |
| Глорія Стюарт    | місіс Коннолі  |

## Створення фільму

### Виробництво
Зйомки фільму проходили в Чикаго, Іллінойс та Лос-Анджелесі, Каліфорнія, США.

### Знімальна група
- Кінорежисер — Майкл Рітчі
- Сценарист — Езра Сакс
- Кінопродюсер — Антеа Сілберт
- Композитор — Джеймс Ньютон Говард
- Кінооператор — Дональд Ю. Торін
- Кіномонтаж — Річард А. Гарріс
- Художник-постановник — Боріс Левен
- Артдиректор — Стівен Майлс Бергер
- Художник-декоратор — Філ Абрамсон
- Підбір акторів — Маріон Догерті[2].

## Сприйняття

### Критика
Фільм отримав змішані відгуки. На сайті Rotten Tomatoes оцінка стрічки становить 13 % на основі 16 відгуків від критиків (середня оцінка 3,9/10) і 49 % від глядачів із середньою оцінкою 3,1/5 (9 095 голосів). Фільму зарахований «гнилий помідор» від кінокритиків та «розсипаний попкорн» від глядачів, Internet Movie Database — 5,9/10 (10 374 голосів).

### Номінації та нагороди
| Нагороди та номінації фільму «Дикі кішки» | Нагороди та номінації фільму «Дикі кішки» | Нагороди та номінації фільму «Дикі кішки»   | Нагороди та номінації фільму «Дикі кішки» | Нагороди та номінації фільму «Дикі кішки» | Нагороди та номінації фільму «Дикі кішки» |
| Рік                                       | Кінофестиваль/кінопремія                  | Категорія/нагорода                          | Номінант                                  | Результат                                 |                                           |
| ----------------------------------------- | ----------------------------------------- | ------------------------------------------- | ----------------------------------------- | ----------------------------------------- | ----------------------------------------- |
| 1987                                      | American Comedy Awards                    | Найкумедніша акторка                        | Голді Гоун                                | Номінація                                 |                                           |
| 1987                                      | «Молодий актор»                           | Найкраща молода акторка в комедії або драмі | Робін Лайвлі                              | Номінація                                 |                                           |